# Extremefest
Das Extremefest ist ein dreitägiges Metalfestival, das seit 2007 in verschiedenen Städten im deutschsprachigen Raum stattfindet. In den Jahren von 2007 bis 2011 hieß es „Death Feast Open Air“. Zur Festivalsaison 2012 fand eine Namensänderung in „Extremefest“ statt, welche bei den Festivalbesuchern auf heftige Kritik stieß.

## Veranstaltete Festivals

### Death Feast Openair

#### Death Feast 2007 (Hünxe)
Auf der Premierenveranstaltung spielten an drei Festivaltagen folgende Bands: Immolation, Sinister, Fetoepsy, Guttural Secrete, Gorgasm, Wormed, Pudrid Pile, Fecal Corpse, Suppository, Despondency, Aversion to Life, Cliteater, Aborted, Resurrected, Happy Face, Mocupus, Irate Architect, Keitzer, Infecdead und Jack Slater. Das Festival fand vom 7. Juni bis 9. Juni 2007 statt.

#### Death Feast 2008
Ein Jahr darauf spielten an 3 Tagen die Gruppen Avulsed, Abominable Pudrity, Beheaded, Brodequin, Cock and Ball Torture, Condemned, Cryptopsy, Decapitated, Decrepit Birth, Defloration, Degrade, Deranged, Desecration, Dying Fetus, Fleshless, Gorod, Holocausto Cannibal, Impaled, Inhumate, Insision, Inveracity, Japanische Kampfhörspiele, Kataplexia, Kronos, Malevolent Creation, Origin, Prejudice, Resurrection, Rompeprop, Sinners Bleed, Sore, Suffocate Bastard, Suffocation, The Grieving, Unmerciful, Vermis, Waking the Cadaver und World Downfall. Das zweite Death Feast Openair fand vom 11. Juni bis 13. Juni 2008 statt.

#### Death Feast 2009
Die dritte Runde des Festivals fand vom 11. Juni bis zum 13. Juni 2009 an der Schwarzen Heide bei Hünxe statt. Wieder einmal gaben sich Szene-Größen des Extreme Metal und des Grindcore die Ehre. Es spielten Asphyx, Begging for Incest, Choked by own Vormits, Crepitation, Darkall Slaves, Devourment, Disembowel, Ditchcreeper, Embedded, Entombed, Evocation, Fleshgod Apocalypse, Gadget, General Surgery, God Dethroned, GUT, Haemorrhage, Hate, Infested, Insidious Decrepancy, Katalepsy, Lay Down Rotten, Macabre, Man Must Die, Misery Index, Napalm Death, Nox, Poppy Seed Grinder, Purgatory, Pudrid Pile, Remnants of Flesh, Spawn, Sufferage, The Black Dahlia Murder, Unchallenged Hate und Vomitory.

#### Death Feast 2010
Vom 10. Juni bis zum 12. Juni 2010 fand die vierte Ausgabe des Deathfeast Openair statt. Erneut fand die Veranstaltung auf dem Gelände des Flughafens Schwarze Heide bei Hünxe statt. Folgende Bands waren bei der vierten Ausgabe zu sehen: Abysmal Torment, Aeon, Amputated, As You Drown, Beneath, Blustery Caveat, Carnivore Diprosopus, Carnophage, Cerebral Bore, Cliteater, Defeated Sanity, Deranged, Dying Fetus, Grave, Grind Inc., Haemophagia, Hail of Bullets, Human Rejection, Inferia, Ingrowing, Kraanium, Leng Tch’e, Lock Up, Milking the Goatmachine, Necrophagist, Prostitute Disfigurement, Rompeprop Severe Torture, Sinister, Squash Bowels, Suffocation, The Sickening, Vomit the Soul, Vomitous und Waco Jesus.

#### Death Feast 2011
Am 23. Juni 2011 fand das fünfte und letzte Festival unter dem Namen „Deathfeast Openair“ in Hünxe statt. Auf diesem Festival traten Amagortis, Beheaded, Blasphemer, Bloodsoaked, By Brute Force, Centurian, Dawn of Disease, Decaying Purity, Depression, Deus Inversus, Devourment, Disavowed, Dismember, Exhumed, Facebreaker, Gorezone, Grave, Impaled, Inhumate, Kastrated, Katalepsy, Krisiun, Last Days of Humanity, Malevolent Creation, Misery Index, Morgoth, Nuclear Vomit, Pandemia, Pestilence, Phobiatic, Pighead, Putridity, Resistance, Stillbirth, The Rotted, Vader und Vomitory.

### Extremefest

#### Extremefest 2012
Im Vorfeld auf die sechste Ausgabe des Festivals (die erste allerdings unter dem neuen Namen „Extremefest“) gab es heftige Kritiken der Festivalbesucher über die Namensänderung. So schrieb ein Fan über Facebook:

„Boah Leuts Arkona und Disawoved auf einer Bühne, ich gehe gleich kotzen!!! R.I.P. Death Feast!!!!!!“, ‚Fuck off !!! Damit ist das beste Festival das wir in Deutschland haben Geschichte... ich hab keinen Bock auf so ein misch-masch scheiss Festival mit irgenwelchen Black-Metal Honks... rest in fucking peace Deathfeast Open Air....‘, und „Tzz früher Slam geknüppel von Vomitous und Devourment, jetzt böses Eisregen und Whitecheapel. Rip, ich werde NICHT aufs Extremefest gehn“

Noch am selben Tag gab der Veranstalter sein Statement zur Namensänderung ab, welche auf der Homepage des Death Feast Openair zu finden ist. Er betont, dass der Schwerpunkt des Lineup weiterhin auf Death Metal und Grindcore bestehen bleibe. Als einen Hauptgrund nannte der Veranstalter die jährlich steigenden Unkosten für die Austragung des Festivals. Fans warfen dem Veranstalter unter anderem „Verrat an der Szene“ vor. Veranstalter des Extremefests ist Rock the Nation.
Für das am 5. Juli 2012 beginnende Extremefest sind bereits folgende Bands bestätigt: Cannibal Corpse, Exodus, Suicide Silence, Belphegor, Marduk, Asphyx, Nasum, Suffocation, Eisregen, All Shall Perish, Carnifex, Dornenreich, Cephalic Carnage, Origin, Suicidal Angels, Desaster, Milking the Goatmachine, Guttural Secrete, Wormed, Arafel, Trollfest, Inquisition, Excrementory Grindfuckers, War from a Harlots Mouth, Aborted, Darkened Nocturn Slaughtercult, Imperium Dekadenz, Nexus Inferis, Internal Suffering, Condemned, Severe Torture, Hellish Crossfire, Ketzer, Eis, Gama Bomb, Helheim, Disavowed, Farsot, Riger, Malignancy, Hellsaw, Der Weg einer Freiheit, Forgotten Tomb, Rompeprop, Benighted, Agrypnie, Ingested, Wormrot, Azarath, Rectal Smegma, Dawn of Disease, Spasm, Hour of Penance, Cephlaic Impurity, Lay Down Rotten, Sabiendas, Toxin, Deadborn, I Chaos, Resurrected, Dyscarnate, Suffelicious, World Downfall, Mor Dagor, Unbreakable Hatred und Ichor. Im Vergleich zum „Death Feast Openair“ findet das Extremefest auch in Sankt Pölten, Österreich und in Pratteln, Schweiz (Z7) statt.
Am 31. Mai 2012 veröffentlichte der Veranstalter des Extremefestes das Running Order für das diesjährige Festival. In Hünxe werden die Bands wie folgt auftreten:
| Main Stage                | Main Stage        | Main Stage              | Tent Stage         | Tent Stage         | Tent Stage                     |
| 5. Juli                   | 6. Juli           | 7. Juli                 | 5. Juli            | 6. Juli            | 7. Juli                        |
| Wormrot                   | The Forsaken      | Hatred                  | Toxin              | Suffelicious       | Stillbirth                     |
| Ingested                  | Lay Down Rotten   | Dawn of Disease         | Unbreakable Hatred | Hateprison         | Ichor                          |
| Nexus Inferis             | Benighted         | Rectal Smegma           | Sabiendas          | I Chaos            | Mor Dagor                      |
| Trollfest                 | Hellsaw           | Rompeprop               | Gods Will Be Done  | Cephalic Impurity  | World Downfall                 |
| War from a Harlots Mouth  | Disavowed         | Gama Bomb               | Deadborn           | Hour of Penance    | Azarath                        |
| Excrementory Grindfuckers | Hellish Crossfire | Aborted                 | Dyscarnate         | Malignancy         | Condemned                      |
| Suicidal Angels           | Arafel            | Desaster                | Resurrected        | Spasm              | Der Weg einer Freiheit         |
| Origin                    | Cephalic Carnage  | Milking the Goatmachine | Farsot             | Forgotten Tomb     | Severe Torture                 |
| Eisregen                  | All Shall Perish  | Carnifex                | Agrypnie           | Internal Suffering | Imperium Dekadenz              |
| Suffocation               | Belphegor         | Arkona                  | Eis                | Riger              | Guttural Secrete               |
| Asphyx                    | Nasum             | Marduk                  | Inquisition        | Helheim            | Darkened Nocturn Slaughtercult |
| Exodus                    | Suicide Silence   | Cannibal Corpse         | Wormed             | Ketzer             | Dornenreich                    |

Auch in der österreichischen Ausgabe des Extremefestes gab es im Vorfeld der Erstaustragung Schwierigkeiten. Ursprünglich sollte das Festival in Henndorf bei Salzburg stattfinden. Trotz einer schriftlichen Zusage seitens der Einwohner zog die Gemeinde das Angebot zurück. Ein neuer Veranstaltungsort war im VAZ in St. Pölten allerdings schnell gefunden.

## Kritik
Eine Gruppierung versuchte das Festival negativ zu beeinflussen, indem diese dem Veranstalter „Verherrlichung“ von Gewalt, Kannibalismus und Satanismus vorwarfen. Der Veranstalter sagte in einem Interview mit Earshot, dass es zwar „immer negative Einflüsse gebe“, aber wies zugleich die Vorwürfe der Gruppe als „Rufmord“ zurück.
Der Diözesanbischof Klaus Küng warnte im Vorfeld auf das Extremefest in St. Pölten vor einer Mischung aus Bands mit „aggressiv-okkulten Bandnamen, Blut- und Gewaltanspielungen und verstörenden Bildern“, sowie von den seiner Meinung nach anstößigen Namen mehrere teilnehmenden Bands, wo er unter anderem Cannibal Corpse, Suicide Silence und Hellish Crossfire nennt. Er ist der Meinung, dass diese Mischung dem Hörer nicht gut tun könne. Die Veranstalter äußerten sich gelassen auf die Kritik. Sie seien froh, dass Herr Küng „zum friedlichen Mittel der Kritik“ gegriffen habe. Außerdem sei er „herzlich eingeladen“ worden um sich selbst ein Bild von den Abläufen des Festivals machen zu können.